# Flash (fotografia)

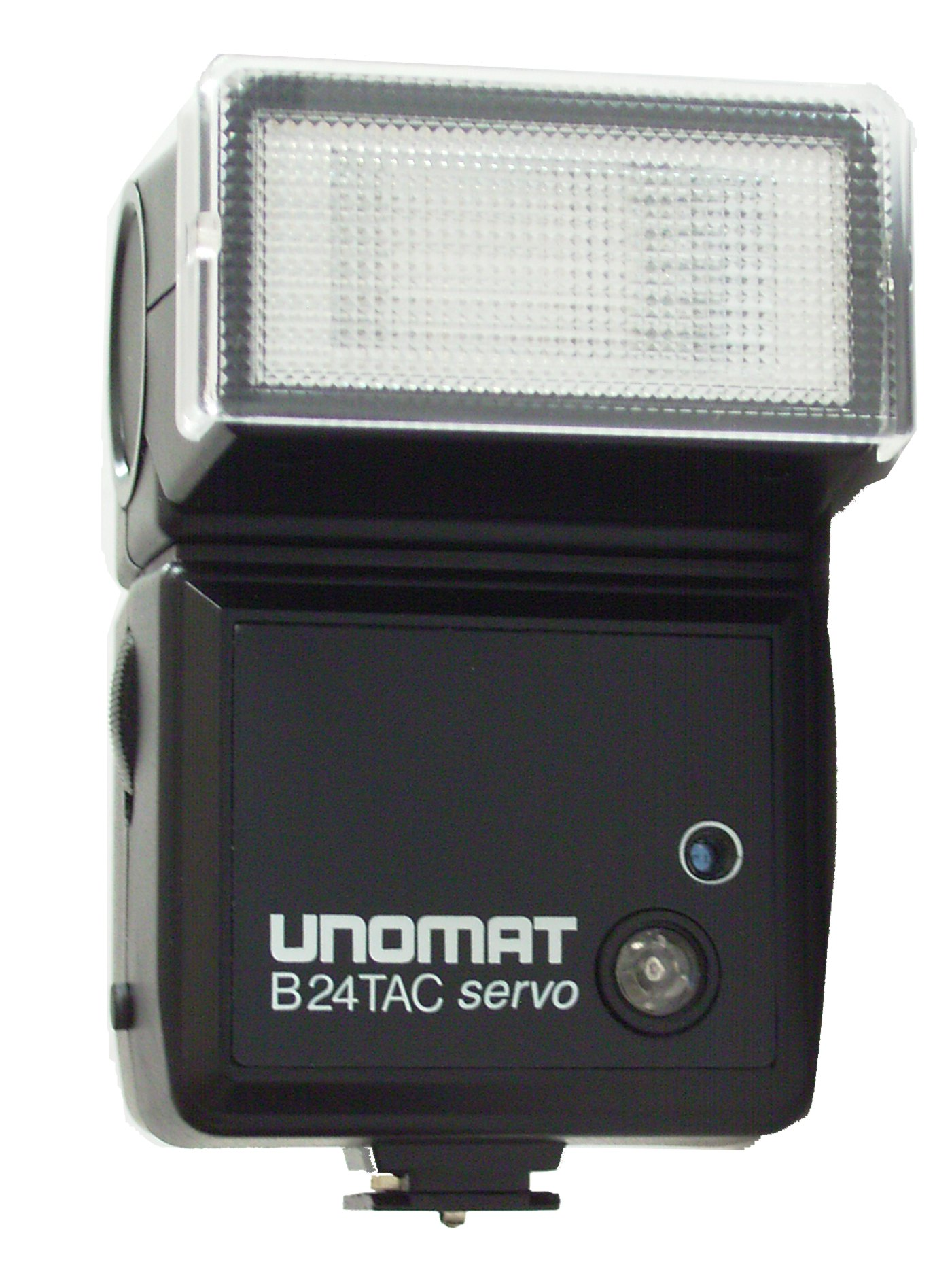
Lampeggiatore fotografico predisposto per essere fissato alla macchina da presa fotografica

Il lampeggiatore fotografico (per metonimia prevalentemente chiamato flash) è un dispositivo in grado di emettere lampi di luce in sincronia con il periodo di apertura dell'otturatore di una macchina da presa fotografica. La sua funzione è di illuminare la scena ripresa dalla fotocamera, in modo da ottenere fotografie più luminose in ambienti poco illuminati, o addirittura consentire la ripresa notturna in esterni.
Il lampeggiatore fotografico può essere un dispositivo a sé stante, oppure essere integrato nella macchina fotografica. Come dispositivo a sé stante, può essere predisposto per essere collocato a terra o su appositi supporti, oppure essere tenuto in mano o fissato alla fotocamera mediante un piedino dotato anche dei contatti elettrici di sincronizzazione con l'otturatore. Come dispositivo incorporato nella fotocamera, ha il vantaggio di essere sempre disponibile e di non comportare alcun ingombro aggiuntivo.

## Descrizione

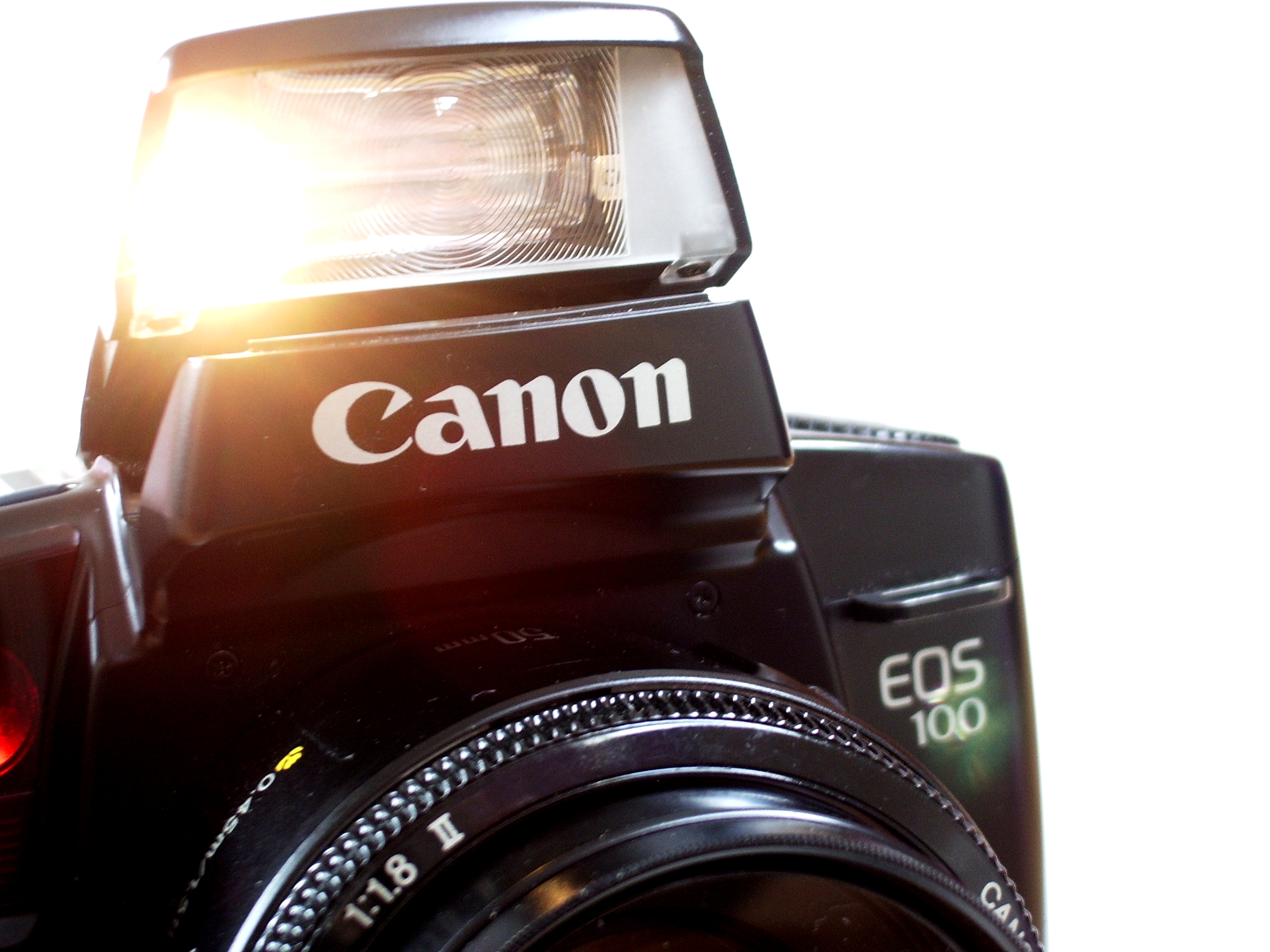
Lampeggiatore fotografico integrato in una macchina da presa fotografica

Originariamente il flash era costituito da un supporto a forma di torcia su cui veniva versato un piccolo quantitativo di polvere di magnesio, cui veniva dato fuoco al momento di generare il lampo. Non essendo presente alcun dispositivo di sincronizzazione, era necessario aprire l'otturatore della fotocamera, dare fuoco al magnesio e poi richiudere l'otturatore, operazione questa consentita dalla bassissima sensibilità dei materiali sensibili allora in uso.  Non occorre evidenziare la intrinseca pericolosità connessa alla manipolazione e alla combustione del magnesio in polvere.
Una evoluzione notevole di questa tecnica furono i flash a lampadine, in cui un filamento di magnesio era racchiuso in un bulbo di vetro. Due contatti elettrici provocavano l'accensione e la combustione del magnesio in sincrono con lo scatto. La lampadina flash andava innestata in una apposita torcia dotata di parabola riflettente e doveva essere cambiata ad ogni scatto, in quanto non riutilizzabile. Per la fotografia a colori le lampadine erano colorate in blu per avvicinare la qualità della luce a quella naturale diurna.  Già nel corso degli anni 60, le lampadine al magnesio (nella versione non professionale), apparvero in versioni miniaturizzate e multiple (cuboflash, magicube, flipflash, flashbar, ecc.), allo scopo di disporre di una piccola scorta di lampi e di semplificarne l'uso (sostituzione lampada automatica, alimentazione basata sulla batteria della fotocamera o addirittura non necessaria ecc.). 
Attualmente si impiegano quasi esclusivamente flash elettronici, costituiti da un circuito survoltore che trasforma la bassa tensione continua della batteria di alimentazione in una elevata tensione continua (parecchie centinaia di volt), che va a caricare un condensatore. Al momento dello scatto l'otturatore della fotocamera, tramite i contatti di sincronizzazione (contatto caldo), comanda la scarica del condensatore su una lampada allo xeno, la quale emette un lampo brevissimo (dell'ordine del millisecondo o anche molto meno), ma di grande potenza (espressa in watt). La qualità del lampo emesso risulta già corretta per le riprese a colori. La lampada allo xeno (appartenente alla famiglia delle lampadine a scarica nel gas), presenta una durata di vita che può raggiungere e superare i centomila lampi. 

### Controllo dell'esposizione
Ai tempi del magnesio l'esposizione era regolata scegliendo la quantità di polvere da usare. Con le lampade al magnesio venne introdotto il concetto di numero guida, tuttora in uso per misurare la potenza dei lampeggiatori, che permetteva di calcolare il diaframma in funzione della sensibilità della pellicola e della distanza del soggetto. Il calcolo veniva facilitato da tabelle o dischi calcolatori. Con l'avvento dei lampeggiatori elettronici nacque la possibilità di interrompere l'emissione del lampo nell'attimo in cui fosse arrivata luce sufficiente sul sensore. In un primo tempo questa funzione era comandata da una fotocellula presente sul lampeggiatore. Questo richiedeva che il fotografo selezionasse sul lampeggiatore il diaframma impostato sulla fotocamera. Non sempre però l'area letta dalla fotocellula coincideva con quella ripresa, per cui il flash poteva, ad esempio, sovraesporre un soggetto vicino cercando di illuminare uno sfondo lontano. Tutto questo è stato superato dai flash dedicati che sfruttano i sensori della fotocamera per  effettuare una lettura TTL della luce presente.
In commercio è possibile trovare flash elettronici di varia potenza (espressa in numero guida) e con molteplici funzioni, spesso regolate da centraline computerizzate, in grado di garantire la perfetta illuminazione in ogni campo della ripresa fotografica, sollevando in tal modo il fotografo dal compito di calcolare il diaframma da usare.  Questo tipo di flash, detto automatico o computerizzato, dosa la potenza (variabile) del lampo grazie ad una fotocellula posta sul frontale. Gli esemplari dedicati ad una determinata fotocamera o linea di fotocamere di un certo produttore, sono dotati di un processore che elabora dati provenienti sia dalla fotocamera che dal flash, consentendo a quest'ultimo di dosare la giusta illuminazione del soggetto in base alla misurazione TTL della luminosità della scena. Questi flash dispongono sempre di un piedino d'innesto più complesso, incorporante una contattiera (generalmente proprietaria) per l'interscambio dati.
Come già detto in introduzione, molte macchine fotografiche dispongono di un flash incorporato, che tuttavia è limitato in potenza, autonomia e soprattutto nella possibilità di gestire l'illuminazione.

### Flash esterni

Il lampo di un flash allo xeno

I flash elettronici possono essere alimentati da batterie di tipo usa e getta (pile primarie) o batterie ricaricabili (pile secondarie). I modelli professionali possono prevedere l'uso di appositi accumulatori di grande capacità, per garantire al fotografo una buona autonomia in termine di numero di lampi e tempi di ricarica del condensatore sufficientemente brevi da permettere scatti ravvicinati tra loro. 
Qualora si preferisca collegare meccanicamente la torcia alla macchina fotografica, viene utilizzato l'apposito innesto del flash (detto piedino), che va inserito nella sede prevista sulla fotocamera (che nelle reflex si trova sopra al pentaprisma). In tal caso una coppia di contatti elettrici presenti sull'innesto (hot shoe) provvedono a sincronizzare il lampo con lo scatto dell'otturatore. In alternativa si può fissare la torcia lateralmente alla fotocamera, innestandola su una apposita staffa collegata all'apparecchio fotografico tramite l'attacco filettato per cavalletto. In tal caso la sincronizzazione si ottiene in genere tramite un cavetto di collegamento elettrico tra le mini prese coassiali (standard PC) presenti sul flash e sulla fotocamera. La posizione laterale aiuta ad evitare il famigerato effetto occhi rossi.
Esistono inoltre flash di tipo "anulare" che circondano il bordo dell'obiettivo e sono utilizzati prevalentemente in macrofotografia perché consentono di illuminare uniformemente un piccolo oggetto molto prossimo alla lente frontale, evitando ombre indesiderate.
I flash da studio sono di dimensioni assai maggiori, spesso vengono fissati su uno stativo (che permette di regolarne la posizione) e consentono di applicare accessori che modificano la potenza, le dimensioni del fascio di luce emesso e la sua qualità. Richiedono alimentatori di media-elevata potenza elettrica.
Ne esistono sostanzialmente di due tipi: 
- monotorcia: in un unico corpo comprendono la lampada e l'alimentatore/accumulatore. Sono più pesanti e ingombranti di quelli non destinati all'uso professionale.
- torcia separata dall'alimentatore: con una sola unità di alimentazione (di grande potenza) è possibile alimentare in contemporanea più torce (tipica situazione da ripresa in studio fotografico). In questo caso tutte le torce vengono sincronizzate direttamente (tramite cavetto a presa PC fra alimentatore e fotocamera) oppure si sincronizza direttamente una sola torcia (master) e tutte le altre (slave) scattano in sincrono alla prima, tramite collegamenti radio, o trigger a fotocellula ecc.

## Utilizzo

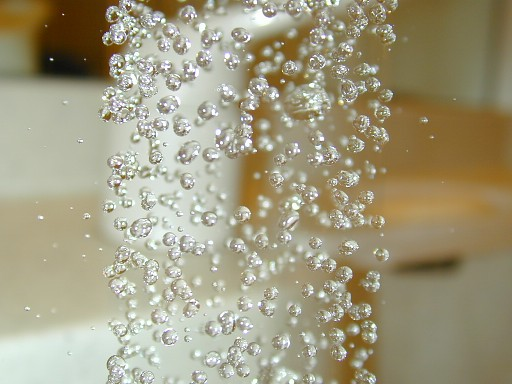
Gocce d'acqua di una doccia "fermate" dal flash

L'uso più ovvio del flash consiste nell'illuminare un soggetto ripreso in condizioni di luce insufficienti per ottenere una corretta esposizione o per abbreviare il tempo di esposizione eccessivamente lungo (con corrispondente rischio di mosso), ottenendo talvolta un effetto di cristallizzazione del movimento difficile da ottenere con la massima velocità dell'otturatore.
In realtà, il flash può essere utile anche per scattare fotografie in pieno giorno. In questo caso, infatti, il flash può avere una funzione di fill-in o di riempimento, ovvero illuminare un soggetto parzialmente in ombra o controluce, riducendo il contrasto rispetto alle zone in luce della scena e quindi facilitando l'esposizione. Viceversa, il flash può essere utilizzato in giornate con cielo luminoso ma coperto (e quindi caratterizzate da luce diffusa) per incrementare il contrasto. L'utilizzo di appositi filtri per flash o combinazioni di filtri sia sull'ottica che sul flash stesso, permette di ottenere molteplici effetti alterando i colori a seconda della posizione dei vari soggetti e/o sfondi rispetto all'apparecchiatura di ripresa.

## Note

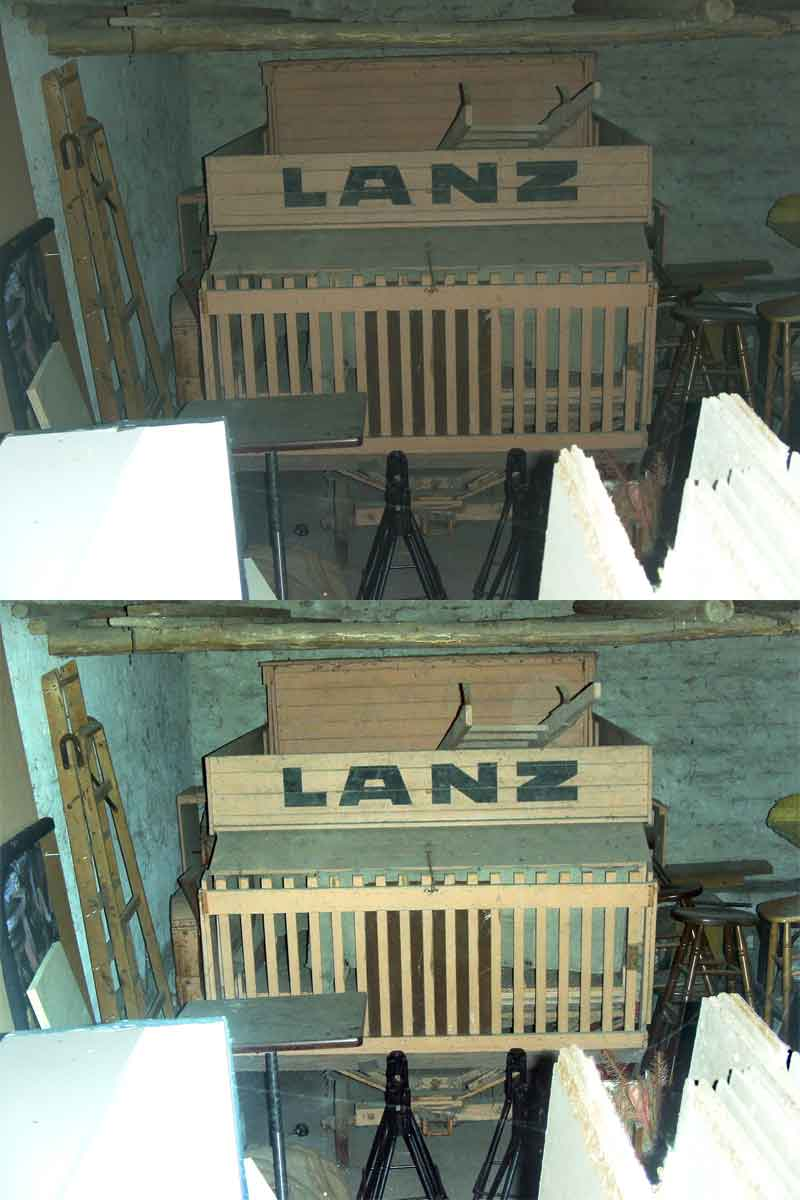
In alto, una foto realizzata con un flash debole. In basso, la stessa foto realizzata con un flash più intenso